# Thecla volumen
Thecla volumen är en fjärilsart som beskrevs av Druce 1907. Thecla volumen ingår i släktet Thecla och familjen juvelvingar. Inga underarter finns listade i Catalogue of Life.